# المجلة التاريخية المغاربية
المجلة التاريخية المغاربية مجلة تصدر بتونس منذ عام 1974 وكانت تسمى إلى عام 1988 المجلة التاريخية المغربية. وهي مجلة تعنى بتاريخ المغرب العربي خلال العهدين الحديث والمعاصر.
- أسس هذه المجلة المؤرخ الجامعي عبد الجليل التميمي وصدر منها حتى عام 2009 134 عدد بمشاركة باحثين من مختلف البلدان المغاربية ومن أوروبا الغربية وفرنسا خاصة.
- تنشر هذه المجلة مقالات تاريخية باللغات العربية والفرنسية والإنجليزية والإسبانية، كما أنها غير مغلقة على لغات أخرى.
- تضم الهيئة الاستشارية للمجلة (2009) الأساتذة:
- خليل الساحلي أوغلو (تركيا)،
- محمد بن عبود من جامعة تطوان (المغرب)،
- مصطفى كريم من جامعة تونس (تونس)،
- محمد ضيف الله من جامعة منوبة (تونس)،
- سنية التميمي (تونس).

## صور الغلاف

العنوان العربي للمجلة كما يظهر على غلاف العدد الأول لعام 1974

العنوان الفرنسي للمجلة كما ظهر بعددها الأول لعام 1974